# 메모리 홀
메모리 홀(memory hole, 기억 구멍)은 특히 어떤 일이 전혀 일어나지 않았다는 인상을 주기 위한 시도의 일환으로 웹사이트나 기타 아카이브 등에서 불편하거나 당혹스러운 문서, 사진, 기록 또는 기타 기록을 고의적으로 변경하거나 사라지게 하는 메커니즘이다. 이 개념은 조지 오웰(George Orwell)의 1949년 디스토피아 소설 1984 (소설)에서 처음 대중화되었다. 여기서 당의 진실부는 잠재적으로 난처할 수 있는 모든 역사적 문서를 체계적으로 재창조했으며, 사실상 자주 바뀌는 국가 선전에 맞춰 모든 역사를 다시 썼다. 이러한 변경 사항은 완전하고 감지할 수 없다.